# Pavel Sibera
Pavel Sibera, né le 18 novembre 1962 à Prague, est un pilote automobile tchécoslovaque de rallyes.

## Biographie
Il commence la compétition en 1984, et l'arrête de façon régulière en 2001, après 144 courses. Durant ces 17 années il reste fidèle à la marque nationale Škoda.
De 1992 à 1997, il participe de façon très régulière aux diverses épreuves des championnats mondiaux à travers la planète, tant en WRC qu'en 2 Litres selon les années. En  1995, il est ainsi 4e du rallye d'Argentine (championnat 2L WC alors, et 10e en Finlande), et il termine aussi 6e au Portugal en 1996 (toujours en 2L WC). Lors des années WRC, il est 10e au Portugal et en Grèce en 1994 (pour 3 victoires de classe A1 durant sa saison mondiale, sur sa Škoda Favorit 136L, et 11e au Portugal et en Catalogne en 1993 (pour 4 victoires de classe A5 sur l'année avec cette même voiture). Entre 2L WC et WRC, il participe en tout à 63 épreuves mondiales de 1987 à 1999 (40 en WRC). Son compatriote Petr Gros est de chacune de ses sorties.
Parmi ses places d'honneur en championnat d'Europe, sont à citer deux secondes aux rallyes de Bohème en 1998 et de Bulgarie en 1999, ainsi que quatre troisièmes,  aux rallyes de Bohème en 1988, de Yougoslavie en 1991, puis d'ELPA (Grèce) et d'Antibes en 1999 (il termine cette année-là second du championnat sur sa Kit Car, derrière Enrico Bertone sur Renault Mégane Maxi, et devant Paolo Andreucci sur une Subaru Impreza WRX).

## Palmarès

### Titres
- Double vainqueur de la Coupe de la Paix et de l'Amitié, en 1987 et 1988 sur Škoda 130 LR (copilote son compatriote P.Gross);
- Champion de Tchécoslovaquie des rallyes classe A/1300: 1986 sur Škoda 130L, et 1989 sur Škoda Favorit 136L;
  - Vice-champion d'Europe des rallyes: 1999, sur Škoda Octavia Kit Car;
  - Vice-champion d'Europe des rallyes Formule 2: 1999;
  - Vice-champion de Tchécoslovaquie des rallyes: 1988 et 1989;
  - Vice-champion de Tchéquie des rallyes Formule 2: 1998;
  - Vice-champion de Tchécoslovaquie des rallyes classe A/1300: 1984;
  - 3e du championnat de Tchéquie des rallyes classe A6: 1998;

### 5 victoires en championnat de Tchécoslovaquie (puis Tchèque-Slovaque)
- Rallye de Bohème: 1988 (3e au général);
- Rallye de Košice: 1989 (Slovaquie);
- Rallye Tatry: 1990 et 1991 (Slovaquie);
- Rallye Valašská: 1990;

### Victoire en championnat de Tchéquie
- Rallye Valašská: 1998;

### Autres victoires tchécoslovaques
- Rallye Jizera: 1984;
- Rallye Chemopetrol: 1984;
- Rallye Plzeň: 1985;
- Rallye Tatry: 1988.